# Respuesta ante emergencias de Facebook
Respuesta ante emergencias o comprobación de seguridad (en inglés, Facebook Safety Check o Facebook Crisis Response) es una característica administrada por la compañía de red social Facebook. Es activada durante desastres naturales o de causa humana (como terrorismo), para determinar rápidamente si la gente afectada en el área geográfica se encuentra a salvo.

## Historia

### Lanzamiento
Esta característica fue desplegada por los ingenieros de Facebook, inspirados en el uso de la red social por parte de la gente que buscaba comunicarse con sus amigos y familiares tras el terremoto y tsunami de  Tōhoku de 2011. Originalmente llamado Disaster Message Board, fue renombrado a Safety Check previo a su lanzamiento. Fue introducido en el 15 de octubre de 2014.
Su mayor despliegue ocurrió durante el terremoto de Nepal de abril de 2015. La herramienta se desplegó de nuevo en el terremoto de Nepal de mayo, durante el Huracán Patricia en octubre de 2015, y durante los ataques en París en noviembre de 2015, siendo esta última un despliegue por causas del hombre. El 22 de marzo de 2016, durante reportes de explosiones en un aeropuerto y estaciones de trenes en Bruselas, la característica se activó nuevamente, pero hubo un pequeño retraso al revelarse que había un suicida con una bomba.
El 2 de junio de 2016, Facebook anunció que experimentaría con comprobaciones de seguridad activadas por la comunidad. Con este nuevo sistema, la Comprobación de seguridad puede ser activada mediante una combinación de un cierto número de personas publicando a cerca de algún desastre en particular, además de alertas de terceros. Los usuarios también pueden compartir sobre la Comprobación de seguridad una vez activada. Hacebook confía que esos cambios lograrán despliegues más consistentes y frecuentes a lo largo del mundo.
El 8 de febrero de 2017, Facebook introdujo una característica de Ayuda Comunitaria a la herramienta. Esto permite a los usuarios buscar a través de publicaciones categorizadas, ofrecer asistencia local y comunicar a los proveedores mediante Facebook Messenger. En junio de 2017, Facebook anunció varias actualizaciones a la herramienta, incluyendo la Ayuda Comunitaria a equipos de escritorio. También se hizo posible que los usuarios comenzaran a recaudar fondos desde Safety Check.

### Despliegue en el contexto del terremoto de Nepal
El 25 de abril de 2015, un terremoto azotó Nepal, con unas cuántas víctimas fatales estimadas. Tras unas horas de iniciado el terremoto, Facebook activó la Comprobación de Seguridad en la zona. Identificó a los usuarios del área como posibles afectados, así como también la ubicación de donde accedieron a Facebook por última vez. La versión de escritorio también provee un breve resumen del evento y números de contacto de emergencia.
Durante la activación, más de 7 millones de personas en el área afectada declararon estar seguros, lo que generó notificaciones a más de 150 millones de contactos de la plataforma.
La herramienta se desplegó nuevamente para el terremoto de mayo, y recibió la atención de algunas personas fuera del área que fueron reportadas por Facebook marcadas como seguras.

### Despliegue durante los ataques de París
Facebook desplegó la característica durante los atentados a París de noviembre de 2015. Es la primera vez que Facebook activa la herramienta ante un ataque violento (causado por el hombre), mencionando que dicha activación es un trabajo en proceso.

### Otros despliegues
| Ubicación                                                  | Evento | Notas |
| ---------------------------------------------------------- | --- | --- |
| Nigeria                                                    | Bombardeos de Boko Haram (fines de noviembre de 2015)                                                             | Al anunciar la activación en su Muro de Facebook, el CEO de Facebook, Mark Zuckerberg, escribió que, lamentablemente, incidentes como este eran demasiado comunes y que no anunciaría activaciones individuales de Safety Check en el futuro. Sin embargo, instó a las personas a ser optimistas y darse cuenta de que la frecuencia de tales incidentes estaba disminuyendo en general. |
| Chennai, India                                             | Inundaciones en India del Sur de 2015                                                                             | |
| Ankara, Turquía                                            | Atentado de Ankara de febrero de 2016                                                                             | |
| Ankara, Turquía                                            | Atentado de Ankara de marzo de 2016                                                                               | |
| Bruselas, Bélgica                                          | Atentados de Bruselas de 2016 (22 de marzo de 2016)                                                               | |
| Lahore, Pakistán                                           | Atentado de Lahore de 2016                                                                                        | Facebook accidentalmente envió notificaciones preguntando si los usuarios estaban seguros para los usuarios de Facebook en todo el mundo, incluso aquellos que no estaban cerca de Pakistán.. |
| Orlando, Florida                                           | Masacre de la discoteca Pulse de Orlando (12 de junio de 2016)                                                    | Primer despliegue en Estados Unidos. |
| Antananarivo, Madagascar                                   | Explosión en el Estadio Municipal de Mahamasina, Antananarivo (26 de junio de 2016)                               | |
| Estambul, Turquía                                          | Atentado del Aeropuerto Internacional Atatürk                                                                     | |
| Dallas, Texas                                              | Atentado contra policías de Dallas de 2016                                                                        | |
| Niza, Francia                                              | Atentado de Niza de 2016                                                                                          | |
| Múnich, Alemania                                           | Tiroteo de Múnich de 2016 at en el Olympia-Einkaufszentrum (22 de julio de 2016)                                  | |
| Quetta, Pakistán                                           | Ataques en Quetta de 2016                                                                                         | |
| Gotenburgo, Suecia                                         | Un ataque con granadas de mano en el edificio de apartamentos que mató a un niño de 8 años (22 de agosto de 2016) | |
| Italia Central                                             | Terremoto de Italia central de agosto de 2016 (24 de agosto de 2016)                                              | |
| Tel Aviv, Israel                                           | El colapso del edificio en Tel Aviv (5 de septiembre de 2016)                                                     | Facebook lo activó en una pequeña distribución como piloto para expandir la función. |
| Dávao, Filipinas                                           | Bombardeo de la ciudad de Dávao de 2016 (2 de septiembre de 2016)                                                 | |
| Ciudad de Nueva York                                       | Atentados en Nueva York y Nueva Jersey de 2016                                                                    | |
| Hobboken, Nueva Yérsey                                     | Accidente ferroviario de Hoboken (29 de septiembre de 2016)                                                       | |
| Kaikoura, Blenheim, Christchurch, Wellington, New Zealand. | Terremoto de North Canterbury de 2016 (14 de noviembre de 2016)                                                   | |
| Haifa, Israel                                              | Incendios de Israel de noviembre de 2016 (24 de noviembre de 2016)                                                | Primer despliegue en Israel. |
| Columbus, Ohio                                             | Atentado de la Universidad Estatal de Ohio de 2016 (28 de noviembre de 2016)                                      | |
| Gatlinburg, Tennessee                                      | Incendios forestales de 2016 en Gatlinburg (28 de noviembre de 2016)                                              | |
| Oakland, California                                        | Incendio del almacén Ghost Ship de Oakland (2 de diciembre de 2016)                                               | |
| Cambridge, Massachusetts                                   | Alarma de incendios en barrio residencial (4 de diciembre de 2016)                                                | |
| Chennai, India                                             | Ciclón tropical Vardah golpea a la India                                                                          | |
| Gotemburgo, Suecia                                         | Ataque con granadas de mano en la construcción de viviendas (15 de diciembre de 2016)                             | |
| Berlín, Alemania                                           | Atentado de Berlín (19 de diciembre de 2016)                                                                      | |
| Jerusalén, Israel                                          | Atentado de Jerusalén (8 de enero de 2017)                                                                        | |
| Jersey Village, Texas                                      | Tornado de Jersey Village (16 de enero de 2017)                                                                   | |
| Playa del Carmen, México                                   | Incidentes violentos (16 de enero de 2017)                                                                        | |
| Christchurch, Nueva Zelanda                                | Incendios forestales en Port Hills (13 de febrero de 2017)                                                        | |
| Londres, Reino Unido                                       | Atentado de Westminster de 2017 (22 de marzo de 2017)                                                             | |
| San Petersburgo, Rusia                                     | 2017 Saint Petersburg Metro attack (3 de abril de 2017)                                                           | Primer despliegue en Rusia |
| Estocolmo, Suecia                                          | 2017 Ataque a Estocolmo (7 de abril de 2017)                                                                      | |
| Mánchester, Reino Unido                                    | 2017 Bombardeo al Manchester Arena (22 de mayo de 2017)                                                           | |
| Pernambuco, Brasil                                         | 2017 Inundaciones en Pernambuco y Alagoas (22 de mayo de 2017)                                                    | |
| Londres, Reino Unido                                       | June 2017 London attack (3 de junio de 2017)                                                                      | |
| Ciudad del Cabo, Sudáfrica                                 | Tormenta de Ciudad del Cabo (junio de 2017)                                                                       | Primer despliegue en Sudáfrica |
| Knysna, South Africa                                       | Incendios forestales (junio de 2017)                                                                              | |
| Londres, Reino Unido                                       | Incendio en la Torre Grenfell (14 de junio de 2017)                                                               | |
| Split, Croacia                                             | The Wildfire in Split (16 a 18 de junio de 2017)                                                                  | Primer despliegue en Croacia |
| Barcelona, España                                          | 2017 Barcelona attacks (17 de agosto de 2017)                                                                     | |
| Turku, Finlandia                                           | Turku stabbing (18 de agosto de 2017)                                                                             | Primer despliegue en Finlandia. |
| Hong Kong y Macao                                          | Typhoon Hato (22 de agosto de 2017)                                                                               | Primer despliegue en Hong Kong y Macao |
| Rumania                                                    | The Storm in Western Romania (17 de septiembre de 2017)                                                           | Primer despliegue en Rumania |
| Las Vegas, Nevada                                          | 2017 Las Vegas shooting (1 de octubre de 2017)                                                                    | |
| República Checa, Alemania y Polonia                        | Storm Herwart (29 de octubre de 2017)                                                                             | |
| Surabaya, Indonesia                                        | 2018 Surabaya bombings (13 de mayo de 2018)                                                                       | Primer despliegue en Indonesia |

## Recepción

### Tras el lanzamiento
Durante el lanzamiento inicial, Richard Lawler escribió en Engadget "Esto puede aliviar la presión de la infraestructura sobrecargada con todos los que intentan llamar a las zonas afectadas después de un desastre, y por supuesto, evitar una tragedia posterior a la tragedia por no informar a las personas que usted está bien.". Por otro lado, él postuló que Safety Check podría ser "una manera ingeniosa de tratar de quitar algo de lo espeluznante de las características de rastreo de ubicación de las aplicaciones".

### Por el despliegue del terremoto de Nepal de abril de 2015
Los comentaristas elogiaron el Control de seguridad de Facebook a raíz del terremoto de Nepal de abril de 20015 y lo comparó con Google Person Finder, una herramienta con propósitos similares. Sin embargo los comentaristas señalaron que debido a la baja penetración de los dispositivos móviles y la mala conectividad de la red en la región (que había empeorado debido al terremoto), muchas de las personas en el público objetivo de la herramienta no habían podido usarla. Esto se asemeja a problemas similares que enfrenta Google Person Finder durante las inundaciones de Pakistán de 2010.

### Por el terremoto de Nepal de mayo
Tras el terremoto de Nepal de mayo de 2015, BuzzFeed reportó que algunos usuarios fuera del área geográfica afectada se marcaron a sí mismos como "seguros" mediante la herramienta, lo que enfadó a otros usuarios, haciéndolos creer que estaban siendo insensibles y bromistas ante la tragedia y costo del evento. La historia fue tomada por otras publicaciones como Huffington Post y el sitio web de verificación de hechos Snopes, que señaló que esto se debió a un error (bug) en Facebook, que lo llevó a las personas fuera del área afectada para confirmar si estaban a salvo.